# Armorial des communes des Yvelines
- il comporte peu ou pas de sources.

Cette page donne les armoiries (figures et blasonnements) des communes des Yvelines.
(3 dessin(s) en attente.  B G S )
- Haut – A
- B
- C
- D
- E
- F
- G
- H
- I
- J
- K
- L
- M
- N
- O
- P
- Q
- R
- S
- T
- U
- V
- W
- X
- Y
- Z

## A
| Blason de Ablis | Blason  | D'azur à la gerbe de blé d'or sommée de deux colombes essorantes affrontées du même, le tout accompagné en chef d'une étoile d'argent. |
| Blason de Ablis | Détails | Le statut officiel du blason reste à déterminer.                                                                                       |

| Blason de Achères | Blason  | D'argent à la tête d'ours au naturel à la muselière de gueules bouclée d'or. |
| Blason de Achères | Détails | Le statut officiel du blason reste à déterminer.                             |

| Blason de Adainville | Blason  | D'argent aux trois molettes de gueules à huit rais. |
| Blason de Adainville | Détails | Le statut officiel du blason reste à déterminer.    |

| Blason de Aigremont | Blason  | De sinople aux trois chevrons d'or, à la pomme de même en pointe. |
| Blason de Aigremont | Détails | Le statut officiel du blason reste à déterminer.                  |

| Blason de Allainville | Blason  | De gueules à dix-huit billettes d'or, 6, 5, 6 et 1, au lion du même brochant. |
| Blason de Allainville | Détails | Le statut officiel du blason reste à déterminer.                              |

| Blason de Andelu | Blason  | Parti, au premier de sinople à deux épis de blé feuillés et tigés d'or, les tiges passées en sautoir, au second d'azur à la champagne de tanné* soutenant un tourteau de gueules* rempli d'orangé* et à la fasce abaissée et penchant à dextre de sinople* brochant sur le tout. |
| Blason de Andelu | Détails | * Il y a là non-respect de la règle de contrariété des couleurs : ces armes sont fautives (aucun métal dans le 2). Le statut officiel du blason reste à déterminer. |

| Blason de Andrésy | Blason  | De gueules à une galère antique d'or équipée d'argent voguant sur des ondes du même mouvant de la pointe, au chef d'azur chargé de deux crosses adossées issantes aussi d'argent, accostées de deux fleurs de lys d'or. |
| Blason de Andrésy | Détails | * Il y a là non-respect de la règle de contrariété des couleurs : ces armes sont fautives (azur sur gueules). Le statut officiel du blason reste à déterminer.                                                          |

| Blason de Aubergenville | Blason  | Parti de un et coupé de deux : au 1, de sable au lévrier d'argent; au 2 et au 5, de gueules aux cinq burèles d'argent; au 3, d'azur aux quatre épis de blé d'or rangés en fasce; au 4, d'azur semé de fleurs de lys d'or; et au 6, de sable à la roue dentée d'argent; à la barre de sinople chargée d'une barre d'argent brochant sur le tout. |
| Blason de Aubergenville | Détails | Le statut officiel du blason reste à déterminer. |

| Blason de Auffreville-Brasseuil | Blason  | D'azur au pont antique d'argent, maçonné de sable et enfermant une roue de moulin à aubes du même, le tout posé sur une jumelle ondée aussi d'argent soutenue d'un poisson du même, le pont accompagné en chef, à dextre d'un épi de blé posé en barre, à senestre d'un épi de maïs posé en bande, le tout d'or. |
| Blason de Auffreville-Brasseuil | Détails | Le statut officiel du blason reste à déterminer. |

| Blason de Auteuil | Blason  | Parti, au premier d'azur à trois fleurs de lys d'or, au deuxième de gueules à un pied de vigne de sable fruité de trois pièces d'argent et feuillé à l'identique. |
| Blason de Auteuil | Détails | Le statut officiel du blason reste à déterminer. |

| Blason de Autouillet | Blason  | D'azur à la fasce ondée abaissée d'argent portant la mention AUTOUILLET, accompagnée en chef d'une église et en pointe d'une branche de vigne posée en fasce, fruitée de trois pièces et feuillée à l'identique, le tout d'or. |
| Blason de Autouillet | Détails | Le statut officiel du blason reste à déterminer. |

Pas d'information pour les communes suivantes : Les Alluets-le-Roi, Arnouville-lès-Mantes, Auffargis, Aulnay-sur-Mauldre
- Haut – A
- B
- C
- D
- E
- F
- G
- H
- I
- J
- K
- L
- M
- N
- O
- P
- Q
- R
- S
- T
- U
- V
- W
- X
- Y
- Z

## B
| Blason de Bailly | Blason  | D'azur aux deux rameaux d'argent mouvant de la pointe, feuillés de chêne et de laurier et accompagnés de trois fleurs de lys d'or. |
| Blason de Bailly | Détails | Le statut officiel du blason reste à déterminer.                                                                                   |

| Blason de Bazainville | Blason  | D'azur aux trois chevrons d'or, accompagnés en chef de deux fleurs de lis du même, sur le tout de gueules au lion d'or et à la bordure d'hermine. |
| Blason de Bazainville | Détails | Le statut officiel du blason reste à déterminer.                                                                                                  |

| Blason de Bazemont | Blason  | D'azur à deux couleuvres d'or, ondoyant en pal, adossées et entortillées; au chef de gueules chargé d'une colombe d'or et soutenu d'une divise de vair de deux tires. |
| Blason de Bazemont | Détails | Le statut officiel du blason reste à déterminer. |

| Blason de Bennecourt | Blason  | D'azur à la grappe de raisin tigée et feuillée d'or, accostée de deux épis de blé du même, au chef cousu de gueules chargé de trois étoiles aussi d'or.        |
| Blason de Bennecourt | Détails | * Il y a là non-respect de la règle de contrariété des couleurs : ces armes sont fautives (gueules sur azur). Le statut officiel du blason reste à déterminer. |

| Blason de Beynes | Blason  | Chapé en tiercé, au premier de sable aux trois fasces d'or engrêlées par le bas, au deuxième d'azur au chêne d'or et au troisième de gueules au lion d'argent. |
| Blason de Beynes | Détails | Le statut officiel du blason reste à déterminer. |

| Blason à dessiner | Blason  | Tiercé en pairle de gueules, de sinople et d'azur, le flanc dextre bordé d'hermine et brochant, à deux épées basses d'or, passées en sautoir, brochant sur le tout, surmontées d'une colombe contournée et essorante d'argent chargeant le champ de gueules, à deux épis de blé tigés d'or les tiges passées en sautoir en pointe, mouvant de la pointe, celle de l'épi posé en barre disparaissant sous l'hermine, brochant sur le tout et au château du lieu d'argent surbrochant en pointe |
| Blason à dessiner | Détails | Le statut officiel du blason reste à déterminer. |

| Blason de Boinvilliers | Blason  | D'azur au sautoir d'or cantonné de quatre roses d'argent |
| Blason de Boinvilliers | Détails | Le statut officiel du blason reste à déterminer.         |

| Blason de Bois-d'Arcy | Blason  | D'or à un chevron d'argent à trois fasces de gueules accompagné en pointe d'une flamme du même, au chef d'azur chargé d'un soleil rayonnant du champ. |
| Blason de Bois-d'Arcy | Détails | Le statut officiel du blason reste à déterminer. |

| Blason de Boissets | Blason  | De sinople à un épi de blé tigé et feuillé d'or, adextré d'une tête de cheval d'argent et senestré d'un protomé de cerf contourné du même ; au chef d'argent chargé d'un arbre accosté de deux autres plus petits et accompagné de deux autres encore plus petits aux cantons du chef, le tout de sinople, soutenu d'une divise ondée d'azur chargée d'un filet ondé en fasce d'argent. |
| Blason de Boissets | Détails | Le statut officiel du blason reste à déterminer. |

| Blason de La Boissière-École | Blason  | Parti de gueules et d'or.                        |
| Blason de La Boissière-École | Détails | Le statut officiel du blason reste à déterminer. |

| Blason de Boissy-Mauvoisin | Blason  | De gueules à la bande d'or accompagnée en chef d'une fleur de lis et en pointe d'un épi de blé tigé et feuillé et d'un lion léopardé, rangés en bande, le tout du même. |
| Blason de Boissy-Mauvoisin | Détails | Le statut officiel du blason reste à déterminer. |

| Blason de Boissy-sans-Avoir | Blason  | De gueules à la croix fleurdelisée d'argent cantonnée de quatre tiercefeuilles d'or. |
| Blason de Boissy-sans-Avoir | Détails | Le statut officiel du blason reste à déterminer.                                     |

| Blason de Bonnelles | Blason  | De gueules semé de billettes d'argent, au lion du même brochant ; au chef ondé du champ, à trois bandes d'or et soutenu d'argent. |
| Blason de Bonnelles | Détails | Le statut officiel du blason reste à déterminer.                                                                                  |

| Blason de Bonnières-sur-Seine | Blason  | D'azur à la fasce d'or, chargée de trois quintefeuilles de gueules, accompagnée de trois croisettes aussi d'or. |
| Blason de Bonnières-sur-Seine | Détails | Le statut officiel du blason reste à déterminer.                                                                |

| Blason de Bouafle | Blason  | D'argent à la grappe de raisin tigée d'or accompagnée de cinq quintefeuilles de sinople 2, 2 et 1; au chef d'azur chargé d'un écusson de sable à trois besants d'argent, accosté de deux fleurs de lis d'or. |
| Blason de Bouafle | Détails | * Il y a là non-respect de la règle de contrariété des couleurs : ces armes sont fautives (sable sur azur et or sur argent). Le statut officiel du blason reste à déterminer.                                |

| Blason de Bougival | Blason  | De gueules à un prunier terrassé d'argent fruité d'or, au chef du même chargé d'un croissant de sable. |
| Blason de Bougival | Détails | Le statut officiel du blason reste à déterminer.                                                       |

| Blason de Bourdonné | Blason  | De gueules à trois fasces d'or, au chef de France ancien. |
| Blason de Bourdonné | Détails | Le statut officiel du blason reste à déterminer.          |

| Blason de Breuil-Bois-Robert | Blason  | D'or à la bande de sinople chargée de trois roses d'argent, accompagnée en chef d'un arbre au naturel et en ponte d'une biche couchée regardant du même. |
| Blason de Breuil-Bois-Robert | Détails | Adopté le 1er octobre 2022. |

| Blason de Bréval (Yvelines) | Blason  | Écartelé, au premier d'azur à cinq croisettes d'or, au deuxième de sinople à trois croissants entrelacés d'or accompagnés de trois fleurs de lis du même mal ordonnées, au troisième d'argent à deux pals de sable, au quatrième d'or à la croix de gueules cantonnée de quatre alérions d'azur. |
| Blason de Bréval (Yvelines) | Détails | Le statut officiel du blason reste à déterminer. |

| Blason de Les Bréviaires | Blason  | Tiercé en pairle, au premier de gueules à un cheval sellé d'or, au second d'azur, à quatre burelles ondées d'argent, au troisième d'or à un poisson, une crosse et un lis de jardin tous d'argent, posés en pal et rangés en bande, le lis feuillé et tigé de sinople. |
| Blason de Les Bréviaires | Détails | Le statut officiel du blason reste à déterminer. |

| Blason de Buc | Blason  | Écartelé, au premier d’azur à une hélice posée en bande accompagnée à senestre d’une fleur de lys et à dextre d’un fer à cheval, le tout d'or, au deuxième de gueules à la quintefeuille de sinople, au troisième de gueules à l’aqueduc à 4 arches d’argent maçonnées de sable et au quatrième d’argent à 3 fasces ondées d’azur. |
| Blason de Buc | Détails | * Il y a là non-respect de la règle de contrariété des couleurs : ces armes sont fautives (sinople sur gueules). Le statut officiel du blason reste à déterminer. |

| Blason de Buchelay | Blason  | Tranché de sinople et d'or, au premier à une gerbe, au second à un bosquet, le tout de l'un dans l'autre, et à la bande de sable chargée d'un filet d'argent brochant sur le tranché, au chef d'or à deux fasces de gueules, qui est de Mauvoisin. |
| Blason de Buchelay | Détails | Le statut officiel du blason reste à déterminer. |

| Blason de Bullion | Blason  | D'azur aux trois fasces ondées abaissées d'argent, au lion d'or issant de la première fasce. |
| Blason de Bullion | Détails | Le statut officiel du blason reste à déterminer.                                             |

Pas d'information pour les communes suivantes : Bazoches-sur-Guyonne, Béhoust, Blaru, Boinville-en-Mantois, Brueil-en-Vexin
- Haut – A
- B
- C
- D
- E
- F
- G
- H
- I
- J
- K
- L
- M
- N
- O
- P
- Q
- R
- S
- T
- U
- V
- W
- X
- Y
- Z

## C
| Blason de Carrières-sous-Poissy | Blason  | De gueules au fer à cheval accompagné à dextre d'une masse, à senestre d'un pic de carrier, en pointe d'un épi de blé, le tout d'or, au chef ondé cousu d'azur, chargé d'une losange d'argent surchargée d'une moucheture d'hermine de sable et accostée de deux fleurs de lys d'or. |
| Blason de Carrières-sous-Poissy | Détails | Armes parlantes. * Ces armes emploient le terme « cousu » dans le seul but de contrevenir à la règle de contrariété des couleurs : elles sont fautives : azur sur gueules. Le statut officiel du blason reste à déterminer.                                                          |

| Blason de Carrières-sur-Seine | Blason  | De gueules aux trois têtus de carrier d'or rangés en fasce, soutenus d'ondes d'argent mouvant de la pointe, au chef cousu d'azur chargé d'un clou de la Passion d'argent accosté de deux fleurs de lys aussi d'or.          |
| Blason de Carrières-sur-Seine | Détails | Armes parlantes. * Ces armes emploient le terme « cousu » dans le seul but de contrevenir à la règle de contrariété des couleurs : elles sont fautives : azur sur gueules. Le statut officiel du blason reste à déterminer. |

| Blason de La Celle-Saint-Cloud | Blason  | D'azur au cor de chasse d'or enfermant une fleur de lys du même, au chef d'argent chargé de trois têtes d'aigle arrachées de sable. |
| Blason de La Celle-Saint-Cloud | Détails | Le statut officiel du blason reste à déterminer.                                                                                    |

| Blason de Chambourcy | Blason  | D'azur à la fasce échiquetée d'or et de gueules accompagnée en chef de deux fleurs de lys d'or et en pointe d'une poire tigée et feuillée du même. |
| Blason de Chambourcy | Détails | Le statut officiel du blason reste à déterminer.                                                                                                   |

| Blason de Chanteloup-les-Vignes | Blason  | D'or à la bande d'azur semée de fleurs de lys du champ, accompagnée en chef d'une tête de loup arrachée de sable lampassée de gueules, et en pointe d'une grappe de raisin du même tigée et feuillée de deux pièces aussi de sable. |
| Blason de Chanteloup-les-Vignes | Détails | Armes parlantes. Le statut officiel du blason reste à déterminer. |

| Blason de Châteaufort | Blason  | De gueules au château fort d'argent maçonné et ajouré de sable, ouvert du champ, mouvant de la pointe, donjonné et flanqué de quatre échauguettes, le donjon chargé d'un écusson d'azur fretté d'or. |
| Blason de Châteaufort | Détails | Armes parlantes. Le statut officiel du blason reste à déterminer. |

| Blason de Chatou | Blason  | Écartelé, au premier d'azur à l'épée d'argent, au deuxième et au troisième d'or au rosier terrassé de sinople et fleuri de trois pièces de gueules et au chef d'azur chargé de trois étoiles d'or, au quatrième d'azur au lion d'or. |
| Blason de Chatou | Détails | Le statut officiel du blason reste à déterminer. |

| Blason de Chaufour-lès-Bonnières | Blason  | D'azur au four à chaux d'argent maçonné de sable au foyer de gueules, accompagné de trois fleurs de lys d'or. |
| Blason de Chaufour-lès-Bonnières | Détails | Armes parlantes. (four à chaux Le statut officiel du blason reste à déterminer.                               |

| Blason de Chavenay | Blason  | Parti, au premier d'azur à la vierge à l'enfant d'argent, au second de gueules au bonnet phrygien d'or brochant sur trois épis de blé empoignés de même, au pal d'argent ondé brochant sur la partition. |
| Blason de Chavenay | Détails | Le statut officiel du blason reste à déterminer. |

| Blason de Le Chesnay | Blason  | De gueules au chêne arraché d'or chargé en cœur d'un écusson d'azur à la bande d'argent chargée de trois quintefeuilles de gueules posées à plomb. |
| Blason de Le Chesnay | Détails | Armes parlantes. (chêne) Le statut officiel du blason reste à déterminer.                                                                          |

| Blason de Chevreuse | Blason  | D'argent, à la croix de sable chargée de cinq molettes d'éperon d'or, cantonnée de quatre lionceaux d'azur. |
| Blason de Chevreuse | Détails | Le statut officiel du blason reste à déterminer.                                                            |

| Blason de Choisel | Blason  | De gueules à la bande d'azur bordée de deux filets d'argent, chargée de trois roues de moulin d'argent et accompagnée en chef d'un arbre d'or et en pointe d'une fleur de lys du même. DeviseBien y être. |
| Blason de Choisel | Détails | Adopté par la municipalité. |

| Blason de Civry-la-Forêt | Blason  | D'or à la bande d'azur accompagnée en chef d'un moulin avec sa roue à aubes d'argent brochant sur la bande, et en pointe d'un arbre de sinople fûté d'argent; au chef d'azur chargé de l'inscription « CIVRY LA FORET » en lettres capitales, adextrée d'une truite et senestrée d'une perdrix, le tout d'argent. |
| Blason de Civry-la-Forêt | Détails | Le statut officiel du blason reste à déterminer. |

| Blason de Clairefontaine-en-Yvelines | Blason  | D'azur à la fontaine d'argent surmontée de trois étoiles d'or rangées en chef. |
| Blason de Clairefontaine-en-Yvelines | Détails | Armes parlantes. Le statut officiel du blason reste à déterminer.              |

| Blason de Les Clayes-sous-Bois | Blason  | D'azur à trois sapins de sinople mal ordonnés et à une claie au naturel en pointe.                                                                                              |
| Blason de Les Clayes-sous-Bois | Détails | Armes parlantes. * Il y a là non-respect de la règle de contrariété des couleurs : ces armes sont fautives (sinople sur azur). Le statut officiel du blason reste à déterminer. |

| Blason de Coignières | Blason  | Tiercé en pairle, au premier d'azur à un cor enfermant une fleur de lis, le tout d'or; au deuxième de gueules à une gerbe à sept épis aussi d'or empoignée de sable; au troisième aussi de gueules, à un coing feuillé de trois pièces aussi d'or et à la champagne ondée d'azur bordée d'une jumelle ondée d'argent; au pairle diminué aussi d'argent brochant sur la partition. |
| Blason de Coignières | Détails | Armes parlantes. (pour le coing). Le statut officiel du blason reste à déterminer. |

| Blason de Condé-sur-Vesgre | Blason  | Palé d'or et de sinople; au chef d'azur semé de fleurs de lis d'or; à la barre ondée d'argent, chargée d'une crosse de pourpre, brochant sur le tout et accompagnée d'une amphore de sable brochant en pointe. |
| Blason de Condé-sur-Vesgre | Détails | Le statut officiel du blason reste à déterminer. |

| Blason de Conflans-Sainte-Honorine | Blason  | De gueules au pairle d'argent, au chef cousu d'azur semé de fleurs de lys d'or. |
| Blason de Conflans-Sainte-Honorine | Détails | * Ces armes emploient le terme « cousu » dans le seul but de contrevenir à la règle de contrariété des couleurs : elles sont fautives : azur sur gueules. Le statut officiel du blason reste à déterminer. |

| Blason de Courgent | Blason  | De sinople à quatre fasces d'argent engrêlées par le haut et cannelées par le bas; mantelé d'azur chargé en chef d'une fleur de lis d'or et en flancs de deux roues à aubes d'argent posées en perspective et affrontées; à deux poissons ployés d'argent issant de la troisième fasce, brochant sur les traits du mantelé, le premier à dextre, posé en bande et mouvant du trait supérieur de la fasce, le second à senestre, posé en barre et mouvant du trait inférieur de la fasce. |
| Blason de Courgent | Détails | Le statut officiel du blason reste à déterminer. |

| Blason de Crespières | Blason  | D'azur aux trois fasces ondées et maçonnées d'argent, abaissées sous un lion d'or issant de la première et accompagné en chef de deux fleurs de lys de même, à la bordure de gueules chargée de dix besants d'or. |
| Blason de Crespières | Détails | Le statut officiel du blason reste à déterminer. |

| Blason de Croissy-sur-Seine | Blason  | D'azur à l'écusson d'argent au croissant du champ, accompagné de trois losanges d'or. |
| Blason de Croissy-sur-Seine | Détails | Armes parlantes. (croissant) Le statut officiel du blason reste à déterminer.         |

Pas d'information pour les communes suivantes : La Celle-les-Bordes, Cernay-la-Ville, Chapet, Cravent
- Haut – A
- B
- C
- D
- E
- F
- G
- H
- I
- J
- K
- L
- M
- N
- O
- P
- Q
- R
- S
- T
- U
- V
- W
- X
- Y
- Z

## D
| Blason de Dampierre-en-Yvelines | Blason  | Parti, au premier d'or à la bande de gueules chargée de trois alérions d'argent, au second aussi d'or au lion de gueules couronné d'or, le tout surmonté d'un chef de France ancien. |
| Blason de Dampierre-en-Yvelines | Détails | Le statut officiel du blason reste à déterminer. |

| Blason de Davron | Blason  | Écartelé d'azur et d'argent, au premier au lion d’or issant de trois fasces ondées d’argent, au second à trois corneilles de sable mal ordonnées, membrées et becquées d’or, au troisième à une bande de gueules accompagnée de six coquilles de même mises en orle, au quatrième à une gerbe d’or. |
| Blason de Davron | Détails | Le statut officiel du blason reste à déterminer. |

Pas d'information pour les communes suivantes : Dammartin-en-Serve, Dannemarie (Yvelines), Drocourt (Yvelines) 
- Haut – A
- B
- C
- D
- E
- F
- G
- H
- I
- J
- K
- L
- M
- N
- O
- P
- Q
- R
- S
- T
- U
- V
- W
- X
- Y
- Z

## E
| Blason de Ecquevilly | Blason  | Parti: au 1er d'hermine plain, au 2e vairé d'or et d'azur; le tout sommé d'un chef de gueules émanché de trois pièces, chargé d'un lion léopardé d'argent. |
| Blason de Ecquevilly | Détails | Le statut officiel du blason reste à déterminer. |

| Blason de Élancourt | Blason  | De sinople au chevron d'or surchargé en abîme d'un écusson parti d'argent et de sable à la croix alésée de gueules brochant sur la partition ; au chef d'azur à trois besants d'argent accostés de deux fleurs de lys d'or. |
| Blason de Élancourt | Détails | Le statut officiel du blason reste à déterminer. |

| Blason de Épône | Blason  | Parti, au premier d'or à la tour d'argent surmontée d'une fleur de lys du même, au second d'azur à la médaille de la Sainte Vierge portant l'Enfant Jésus aussi d'argent. |
| Blason de Épône | Détails | * Il y a là non-respect de la règle de contrariété des couleurs : ces armes sont fautives (argent sur or). Le statut officiel du blason reste à déterminer.               |

| Blason de Les Essarts-le-Roi | Blason  | Tiercé en pairle renversé d'azur, de sinople et de gueules, au premier à une fleur de lis, au deuxième à une feuille de chêne, au troisième à deux cors entrelacés, le tout d'or. |
| Blason de Les Essarts-le-Roi | Détails | Le statut officiel du blason reste à déterminer. |

| Blason de L'Étang-la-Ville | Blason  | Coupé, au premier d'azur au chevron d'or accompagné en chef de deux étoiles du même et en pointe d'un mouton d'argent, au second d'argent à la fasce ondée d'azur. |
| Blason de L'Étang-la-Ville | Détails | Le statut officiel du blason reste à déterminer. |

Pas d'information pour les communes suivantes : Émancé, Évecquemont
- Haut – A
- B
- C
- D
- E
- F
- G
- H
- I
- J
- K
- L
- M
- N
- O
- P
- Q
- R
- S
- T
- U
- V
- W
- X
- Y
- Z

## F
| Blason de La Falaise | Blason  | D'argent au chevron d'azur accompagné de trois aigles de gueules. |
| Blason de La Falaise | Détails | Le statut officiel du blason reste à déterminer.                  |

| Blason de Feucherolles | Blason  | D'azur à la bande componée de cinq pièces de gueules et d'or, le premier campon chargé d'une étoile, et accompagnée en chef d'une fleur de lys et en pointe de deux éperons entrelacés, le tout d'or. |
| Blason de Feucherolles | Détails | Le statut officiel du blason reste à déterminer. |

| Blason de Flins-sur-Seine | Blason  | De sable à deux léopards d'or, à la champagne ondée d'azur chargée d'une roue dentée d'argent. |
| Blason de Flins-sur-Seine | Détails | Le statut officiel du blason reste à déterminer.                                               |

| Blason de Fontenay-le-Fleury | Blason  | De gueules à la fontaine héraldique fascée ondée de gueules et d'or, dans un anneau supportant cinq fleurs de lis alternant avec cinq faisceaux de cinq rayons de soleil, le tout d'or. |
| Blason de Fontenay-le-Fleury | Détails | Armes parlantes. (fontaine) Le statut officiel du blason reste à déterminer. |

| Blason de Fontenay-Mauvoisin | Blason  | D'or à deux fasces de gueules. |
| Blason de Fontenay-Mauvoisin | Détails | Utilisé par la municipalité.   |

| Blason de Fontenay-Saint-Père | Blason  | De gueules à une fontaine héraldique d'argent à trois ondes d'azur dans un anneau d'or supportant douze épis de blé rayonnants du même. |
| Blason de Fontenay-Saint-Père | Détails | Armes parlantes. (fontaine) Le statut officiel du blason reste à déterminer.                                                            |

| Blason de Fourqueux | Blason  | D'azur à trois fasces accompagnées en chef d'un croissant et en pointe de trois étoiles, le tout d'or. |
| Blason de Fourqueux | Détails | Le statut officiel du blason reste à déterminer.                                                       |

| Blason de Freneuse | Blason  | D'hermine à une aigle au vol abaissé de gueules, mantelé d'azur chargé de quatre bandes d'or, à la bordure réduite de gueules. |
| Blason de Freneuse | Détails | Le statut officiel du blason reste à déterminer.                                                                               |

Pas d'information pour les communes suivantes : Favrieux, Flacourt, Flexanville, Flins-Neuve-Église, Follainville-Dennemont
- Haut – A
- B
- C
- D
- E
- F
- G
- H
- I
- J
- K
- L
- M
- N
- O
- P
- Q
- R
- S
- T
- U
- V
- W
- X
- Y
- Z

## G
| Blason de Galluis | Blason  | D'azur à la herse sarrasine d'argent sommée d'un coq d'or, accostée de deux serpettes de vigneron adossées aussi d'argent, emmanchées aussi d'or. |
| Blason de Galluis | Détails | Armes parlantes. (gallus = coq) Le statut officiel du blason reste à déterminer.                                                                  |

| Blason de Gambais | Blason  | D'or à la bande de gueules chargée d'un renard courant d'argent. |
| Blason de Gambais | Détails | Le statut officiel du blason reste à déterminer.                 |

| Blason de Garancières | Blason  | D'azur à la tour d'or ouverte du champ, chargée d'une quintefeuille de gueules. |
| Blason de Garancières | Détails | Le statut officiel du blason reste à déterminer.                                |

| Blason de Gargenville | Blason  | D'azur à un four à ciment d'argent au foyer de gueules, au chef aussi de gueules chargé de trois lionceaux d'or, soutenu d'une burèle ondée d'argent. |
| Blason de Gargenville | Détails | Le statut officiel du blason reste à déterminer. |

| Blason de Gazeran | Blason  | De gueules à six annelets d'or ordonnés 3, 2 et 1, au chef d'azur semé de fleurs de lis d'or, à deux cotices ondées d'argent brochant sur le tout du chef. |
| Blason de Gazeran | Détails | Le statut officiel du blason reste à déterminer. |

| Blason de Gommecourt | Blason  | Parti, au premier d'argent et au second d'or au chef d'azur, aux deux fasces ondées du même brochant sur la partition, surmontées d'un fer de moulin parti de sable et d'or adextré d'une grappe de raisin d'azur feuillée d'une pièce de sinople sur laquelle la grappe broche à moitié et senestré d'une autre grappe de raisin d'or, soutenues d'un bouquet de trois roseaux-massues de sable, en pal et en chevron renversé, feuillés de deux pièces de sinople, mouvant de la pointe, au chevronnel écimé parti de gueules et d'argent brochant sur le tout. |
| Blason de Gommecourt | Détails | Le statut officiel du blason reste à déterminer. |

| Blason de Goussonville | Blason  | Burelé d'argent et de sable, à la barre brochante d'or chargée de trois annelets du second. |
| Blason de Goussonville | Détails | Le statut officiel du blason reste à déterminer.                                            |

| Blason de Grandchamp | Blason  | D'or au châtaignier terrassé de sinople, fruité du champ, au lion de gueules portant entre ses pattes antérieures une crosse du même posée en barre, brochant sur le tout. DeviseProtecta natura persistit |
| Blason de Grandchamp | Détails | Le statut officiel du blason reste à déterminer. |

| Blason à dessiner | Blason  | D'azur à trois chevron, le 1er d'or, le 2e de gueules et le 3e componé de gueules et de sable de neuf pièces, accompagnés en chef, à dextre, d'un flanchis, à senestre d'une croisette et en pointe d'une fleur de lis, le tout d'or; le tout enfermé dans une bordure diminuée d'argent chargée de dix-huit mouchetures d'hermine de sable. |
| Blason à dessiner | Détails | * Il y a là non-respect de la règle de contrariété des couleurs : ces armes sont fautives. Le statut officiel du blason reste à déterminer. |

| Blason de Guernes | Blason  | De gueules à la croix ondée d'or remplie d'azur, chargée d'une barque d'or et cantonnée en 1 et 4 de deux roses du même. |
| Blason de Guernes | Détails | Le statut officiel du blason reste à déterminer.                                                                         |

| Blason de Guerville | Blason  | D'or au chevron de gueules accompagné en pointe d'un lion à la queue fourchée du même ; au chef ondé d'argent soutenu de sable et chargé d'une croisette latine du même accostée de deux fours à ciment d’argent maçonnés et ouverts de sable. |
| Blason de Guerville | Détails | Le statut officiel du blason reste à déterminer. |

| Blason de Guitrancourt | Blason  | Parti : au premier d'azur aux ciseaux versés d'argent et à une fleur de lys d'or brochante, au second burelé d'argent et d'azur de seize pièces, les burèles d'argent chargées de six bâtons en barre de gueules, et au menhir d'or brochant sur le burelé. |
| Blason de Guitrancourt | Détails | Le statut officiel du blason reste à déterminer. |

| Blason de Guyancourt | Blason  | Écartelé, au premier d'azur à une fleur de lis d'or, au second de gueules à six annelets aussi d'or, au troisième d'argent à un castor contourné au naturel, au quatrième d'or à trois cerises de gueules tigées et feuillées de sinople. |
| Blason de Guyancourt | Détails | Le statut officiel du blason reste à déterminer. |

Pas d'information pour les communes suivantes : Gaillon-sur-Montcient, Gambaiseuil, Goupillières (Yvelines), Grosrouvre
- Haut – A
- B
- C
- D
- E
- F
- G
- H
- I
- J
- K
- L
- M
- N
- O
- P
- Q
- R
- S
- T
- U
- V
- W
- X
- Y
- Z

## H
| Blason de Hardricourt | Blason  | D'argent au chevron de sable, accompagné de trois canettes du même, à la bordure de gueules chargée de huit fleurs de lys d'argent. |
| Blason de Hardricourt | Détails | Le statut officiel du blason reste à déterminer.                                                                                    |

| Blason de Hermeray | Blason  | De gueules au lion d'argent, accompagné de trois annelets d'or rangés en chef. |
| Blason de Hermeray | Détails | Le statut officiel du blason reste à déterminer.                               |

| Blason de Houdan | Blason  | Parti: au 1er mi-parti d'azur à trois fleurs de lis d'or; au 2e d'argent à trois mouchetures d'hermine de sable. |
| Blason de Houdan | Détails | Le statut officiel du blason reste à déterminer.                                                                 |

| Blason de Houilles | Blason  | De gueules au dextrochère ganté d'argent mouvant du canton senestre de la pointe, tenant un faucon d'or chaperonné et longé de sable, à la bordure d'or chargée de huit champignons de sable. |
| Blason de Houilles | Détails | Le statut officiel du blason reste à déterminer. |

Pas d'information pour les communes suivantes : Hargeville, La Hauteville, Herbeville
- Haut – A
- B
- C
- D
- E
- F
- G
- H
- I
- J
- K
- L
- M
- N
- O
- P
- Q
- R
- S
- T
- U
- V
- W
- X
- Y
- Z

## I
| Blason de Issou | Blason  | De sable à un alambic d'or au foyer de gueules, à la champagne d'azur chargé d'un poisson contre-nageant d'argent, une burèle ondée aussi d'argent brochant sur la partition. |
| Blason de Issou | Détails | Le statut officiel du blason reste à déterminer. |

- Haut – A
- B
- C
- D
- E
- F
- G
- H
- I
- J
- K
- L
- M
- N
- O
- P
- Q
- R
- S
- T
- U
- V
- W
- X
- Y
- Z

## J
| Blason de Jambville | Blason  | De gueules au sautoir d'or cantonné de quatre coquilles du même. |
| Blason de Jambville | Détails | Le statut officiel du blason reste à déterminer.                 |

| Blason de Jouars-Pontchartrain | Blason  | De sinople au pont alésé d'or, au chef de gueules semé de quartefeuilles de même. |
| Blason de Jouars-Pontchartrain | Détails | Armes parlantes. (pont) Le statut officiel du blason reste à déterminer.          |

| Blason de Jouy-en-Josas | Blason  | D'azur à la colonne d’argent sommée d’un coq du même, crêté et barbé de gueules, au chef de gueules chargé de trois quintefeuilles d’or. Devise'Recte et Vigilenter, Droiture et Vigilance, qui était celle de Christophe-Philippe Oberkampf |
| Blason de Jouy-en-Josas | Détails | * Il y a là non-respect de la règle de contrariété des couleurs : ces armes sont fautives (gueules sur azur ). Le statut officiel du blason reste à déterminer.                                                                              |

| Blason de Jumeauville | Blason  | Coupé : au 1er de sinople à une gerbe d'or accostée de deux tours du même maçonnées de sable, au 2d d'argent à deux clés de gueules passées en sautoir, les anneaux liés par une chaîne du même. |
| Blason de Jumeauville | Détails | Adopté le 15 avril 2021. |

| Blason de Juziers | Blason  | De gueules à deux clefs passées en sautoir d'argent et à l'épée brochant en pal du même, sur le tout, d'azur semé de fleurs de lys d'or.  |
| Blason de Juziers | Détails | Conflit héraldique : l'écusson sur le tout est chargé de cinq fleurs de lys et non semé. Le statut officiel du blason reste à déterminer. |

Pas d'information pour les communes suivantes :Jeufosse, Jouy-Mauvoisin
- Haut – A
- B
- C
- D
- E
- F
- G
- H
- I
- J
- K
- L
- M
- N
- O
- P
- Q
- R
- S
- T
- U
- V
- W
- X
- Y
- Z

## L
| Blason de Lévis-Saint-Nom | Blason  | D'argent à trois chevrons d'azur.                |
| Blason de Lévis-Saint-Nom | Détails | Le statut officiel du blason reste à déterminer. |

| Blason de Limay | Blason  | D'azur au pont de trois arches d'argent maçonné de sable posées sur une onde de sinople mouvant de la pointe, surmonté en chef de trois fleurs de lys d'or. |
| Blason de Limay | Détails | Le statut officiel du blason reste à déterminer. |

| Blason de Limetz-Villez | Blason  | D'argent à la grappe de raisin de pourpre, feuillée de sinople, posée en bande à dextre et à trois pinceaux au naturel passés en faisceau et posés en barre; au chef ondé d'azur chargé d'une pièce de monnaie romaine au naturel accostée de deux fers de moulins d'or; à la champagne ondée d'azur chargée d'une losange d'or, dentée et évidée du champ, chargée d'une croisette potencée et pommetée du même, les extrémités brochant sur les angles de la losange. |
| Blason de Limetz-Villez | Détails | - La couronne murale qui surmonte l'écu symbolise les châteaux du seigneur de Melleville, des seigneurs de Vaux et le château fort de la Bosse-Marnière. - Les deux ondes représentent la Seine et l'Epte, ainsi que la frontière entre le Vexin et l'Ile de France - Les deux anilles symbolisent les deux moulins - La grappe de raisin signifie la présence de la vigne jusqu'à la fin du XIXe siècle - Les pinceaux rappellent la présence des deux peintres, Claude Monet et Gabriel Girodon - La pièce de monnaie évoque les vestiges de la villa gallo-romaine - Les épis de blé, comme l'anille, rappellent les moulins et l'activité rurale de la commune officiel utiliser sur le site de la commune |

| Blason de Louveciennes | Blason  | D'azur aux deux loups d'argent lampassés de gueules, passant l'un sur l'autre, au chef cousu du même chargé de trois fleurs de lys au pied nourri d'or.                                                                            |
| Blason de Louveciennes | Détails | * Ces armes emploient le terme « cousu » dans le seul but de contrevenir à la règle de contrariété des couleurs : elles sont fautives : gueules sur azur. Armes parlantes. (loup) Le statut officiel du blason reste à déterminer. |

Pas d'information pour les communes suivantes : Lainville-en-Vexin, Les Loges-en-Josas, Lommoye, Longnes (Yvelines), Longvilliers (Yvelines)
- Haut – A
- B
- C
- D
- E
- F
- G
- H
- I
- J
- K
- L
- M
- N
- O
- P
- Q
- R
- S
- T
- U
- V
- W
- X
- Y
- Z

## M
| Blason de Magnanville | Blason  | D'azur au chevron écimé accompagné de trois fleurs de lis rangées en chef, de deux fers de lance passés en sautoir en pointe, le tout d'or. DeviseUn état d’esprit |
| Blason de Magnanville | Détails | Le statut officiel du blason reste à déterminer. |

| Blason de Magny-les-Hameaux | Blason  | Écartelé, au premier et au quatrième d'or à trois aiglettes de sable, au deuxième d'azur à une chapelle d'argent ombrée de pourpre, au troisième d'azur aussi à une gerbe d'or accompagnée d'un arbre de sinople en pointe. |
| Blason de Magny-les-Hameaux | Détails | Le statut officiel du blason reste à déterminer. |

| Blason de Maisons-Laffitte | Blason  | D'azur aux trois roses d'argent, au chef d'or chargé de trois roses de gueules. |
| Blason de Maisons-Laffitte | Détails | Le statut officiel du blason reste à déterminer.                                |

| Blason de Mantes-la-Jolie | Blason  | Mi-parti, au premier d'azur à la fleur de lys d'or, au second d'or au chêne arraché de sinople englanté du champ. |
| Blason de Mantes-la-Jolie | Détails | Le statut officiel du blason reste à déterminer.                                                                  |

| Blason de Mantes-la-Ville | Blason  | D'azur à la couronne dentée d'argent remplie de gueules, accostée de et engrenant deux pignons dentés aussi d'argent, surmontés chacun d'une fleur de lis d'or, à la lyre du même, cordée de sable, enfermée dans la couronne dentée et brochant sur la partie supérieure de la couronne dentée, à la champagne ondée d'argent chargée d'un brochet d'azur. |
| Blason de Mantes-la-Ville | Détails | Le statut officiel du blason reste à déterminer. |

| Blason de Mareil-le-Guyon | Blason  | De sinople au pairle d'argent accompagné en chef de deux hachettes d'argent emmanchées de sable posées en sautoir, à dextre de deux épis de blé empoignés de sable, à senestre d'un poisson d'argent au dos de sable et loré de même, nageant entre deux demi-burelles défaillantes à dextre, ondées aussi d'argent. |
| Blason de Mareil-le-Guyon | Détails | * Il y a là non-respect de la règle de contrariété des couleurs : ces armes sont fautives (sable sur sinople). Différences entre dessin et blasonnement : les deux burelles ne sont pas défaillantes à dextre.. Le statut officiel du blason reste à déterminer.                                                     |

| Blason de Mareil-Marly | Blason  | D'azur à deux épées basses d'argent passées en sautoir, cantonnées de quatre fleurs de lis d'or. |
| Blason de Mareil-Marly | Détails | Le statut officiel du blason reste à déterminer.                                                 |

| Blason de Mareil-sur-Mauldre | Blason  | De gueules à une rose à six lobes, percée d'or.  |
| Blason de Mareil-sur-Mauldre | Détails | Le statut officiel du blason reste à déterminer. |

| Blason de Marly-le-Roi | Blason  | Écartelé, au premier et au quatrième d'azur au soleil d'or, au deuxième et au troisième d'or à la croix de gueules treillissée d'argent et cantonnée de quatre aiglettes d'azur. |
| Blason de Marly-le-Roi | Détails | Le statut officiel du blason reste à déterminer. |

| Blason de Maule | Blason  | Parti d'argent et de gueules, à la bordure de sable chargée de dix besants d'or. |
| Blason de Maule | Détails | Le statut officiel du blason reste à déterminer.                                 |

| Blason de Maulette | Blason  | D'azur à trois roses d'argent, au chef d'or à une aigle éployée issante de sable. |
| Blason de Maulette | Détails | Le statut officiel du blason reste à déterminer.                                  |

| Blason de Maurecourt | Blason  | D'or à deux pals d'argent chargés d'un épi du champ, à la barre ployée d'azur brochant sur le tout, le tout lui-même surchargé en chef d'une grappe de raisin au naturel pamprée de sinople, et en pointe d'un demi-drakkar d'argent mâté du champ mouvant du flanc senestre, le tout brochant sur la barre ployée d'azur. |
| Blason de Maurecourt | Détails | * Ces armes emploient le terme « cousu » dans le seul but de contrevenir à la règle de contrariété des couleurs : elles sont fautives : or sur sable. Le statut officiel du blason reste à déterminer. |

| Blason de Maurepas | Blason  | D'azur semé de quartefeuilles d'or, au franc-quartier d'hermine. |
| Blason de Maurepas | Détails | Le statut officiel du blason reste à déterminer.                 |

| Blason de Médan | Blason  | D'or à la bande d'azur accompagnée en chef d'une feuille de papier d'argent et d'une plume partie du même et de sable, et en pointe d'un château de deux tours d'argent couvertes de sable. |
| Blason de Médan | Détails | * Il y a là non-respect de la règle de contrariété des couleurs : ces armes sont fautives (argent sur or). Le statut officiel du blason reste à déterminer.                                 |

| Blason de Méré | Blason  | D'argent, à la fasce de sable accompagnée de trois pensées d'or au pied feuillé de sinople. |
| Blason de Méré | Détails | Le statut officiel du blason reste à déterminer.                                            |

| Blason de Le Mesnil-le-Roi | Blason  | D'azur à deux éperons d'or à l'antique avec leurs sous-pieds l'un sur l'autre, celui de la pointe contourné, les courroies aussi d'or entrelacées au cœur de l'écu, au chef d'argent à une salamandre de gueules accostée de deux fleurs de lys aussi d'or. |
| Blason de Le Mesnil-le-Roi | Détails | * Ces armes emploient le terme « cousu » dans le seul but de contrevenir à la règle de contrariété des couleurs : elles sont fautives : fleurs de lys or sur chef argent. Le statut officiel du blason reste à déterminer.                                  |

| Blason de Le Mesnil-Saint-Denis | Blason  | De gueules au chevron d'or accompagné de trois anilles du même, sur le tout d'azur à trois fleurs de lys aussi d'or. |
| Blason de Le Mesnil-Saint-Denis | Détails | Le statut officiel du blason reste à déterminer.                                                                     |

| Blason de Meulan | Blason  | D'azur semé de fleurs de lys d'or, au chef échiqueté d'or et de gueules de quatre tires. |
| Blason de Meulan | Détails | Le statut officiel du blason reste à déterminer.                                         |

| Blason de Mézy-sur-Seine | Blason  | D'azur au lion d'or marqueté de sable.           |
| Blason de Mézy-sur-Seine | Détails | Le statut officiel du blason reste à déterminer. |

| Blason de Mittainville | Blason  | D'argent au sautoir dentelé de sable, cantonné en chef de trois roses de gueules, boutonnées d'or et rangées en fasce, à dextre d'un huchet de gueules virolé d'or, à senestre d'un arbre au naturel, en pointe d'un épi de blé d'or. |
| Blason de Mittainville | Détails | * Il y a là non-respect de la règle de contrariété des couleurs : ces armes sont fautives (or sur argent). Le statut officiel du blason reste à déterminer.                                                                           |

| Blason de Montainville | Blason  | Parti de gueules à la foi de carnation et d'argent à 9 merlettes de sable 3,3,2,1. |
| Blason de Montainville | Détails | Le statut officiel du blason reste à déterminer.                                   |

| Blason de Montalet-le-Bois | Blason  | Écartelé : au 1er de sinople à la roue de moulin d'or en chef senestre et à la bande ondée d'azur brochante, au 2e d'argent au chêne de sinople englanté d'or, au 3e d'argent au chevron renversé de sinople, au 4e de sinople à la gerbe d'or. |
| Blason de Montalet-le-Bois | Détails | Adopté par la municipalité. |

| Blason de Montchauvet | Blason  | D'azur au mont d'argent surmonté de deux chauves-souris éployées d'or. Devise'Neutro se tenebunt' |
| Blason de Montchauvet | Détails | Armes parlantes. (chauves-souris) Le statut officiel du blason reste à déterminer.                |

| Blason de Montesson | Blason  | D'argent à trois quintefeuilles d'azur.          |
| Blason de Montesson | Détails | Le statut officiel du blason reste à déterminer. |

| Blason de Montfort-l'Amaury | Blason  | De gueules au lion à la queue fourchée d'argent, au chef d'hermine. |
| Blason de Montfort-l'Amaury | Détails | Le statut officiel du blason reste à déterminer.                    |

| Blason de Montigny-le-Bretonneux | Blason  | D'argent au mont de sinople terrassé d'azur sommé d'une maison pignonnée de trois pièces d'argent maçonnée, ouverte et ajourée de sable, accompagnée de deux mouchetures d'hermine posées à dextre et à senestre, au chef parti, en un d'azur à trois fleurs de lys d'or, en deux aussi d'azur au chevron d'or cantonné de trois molettes du même. |
| Blason de Montigny-le-Bretonneux | Détails | * Il y a là non-respect de la règle de contrariété des couleurs : ces armes sont fautives (azur sur sinople). Le statut officiel du blason reste à déterminer. |

| Blason de Morainvilliers | Blason  | Mi-parti, au premier d'argent aux neuf merlettes de sable ordonnées 3321, au second de gueules à la bordure de sable chargée de dix besants d'or ; à une croix latine alaisée à bras et sommet pattés d'or brochant sur la partition. |
| Blason de Morainvilliers | Détails | Le statut officiel du blason reste à déterminer. |

| Blason de Les Mureaux | Blason  | D'azur au mur d'enceinte crénelé d'or maçonné de sable, soutenu d'une onde d'argent mouvant de la pointe, la porte ouverte du champ chargée d'une ancre d'or, surchargée d'un vol d'argent et d'une étoile, tous deux d'argent, le mur surmonté de trois mûres d'argent tigées et feuillées d'or. |
| Blason de Les Mureaux | Détails | Armes parlantes. Le statut officiel du blason reste à déterminer. |

Pas d'information pour les communes suivantes : Marcq (Yvelines), Ménerville, Méricourt (Yvelines), Les Mesnuls, Mézières-sur-Seine, Millemont, Milon-la-Chapelle, Moisson (Yvelines), Mondreville (Yvelines), Mousseaux-sur-Seine, Mulcent
- Haut – A
- B
- C
- D
- E
- F
- G
- H
- I
- J
- K
- L
- M
- N
- O
- P
- Q
- R
- S
- T
- U
- V
- W
- X
- Y
- Z

## N
| Blason de Neauphle-le-Château | Blason  | Parti, au premier d'argent à une aigle de sable, au deuxième de gueules à un lion d'or. |
| Blason de Neauphle-le-Château | Détails | Le statut officiel du blason reste à déterminer.                                        |

| Blason de Neauphle-le-Vieux | Blason  | D'azur à une croix d'argent.                     |
| Blason de Neauphle-le-Vieux | Détails | Le statut officiel du blason reste à déterminer. |

| Blason de Nézel | Blason  | D'or, à deux barres de sinople accompagnées de trois chausse-trapes d'azur posées en bande. |
| Blason de Nézel | Détails | Le statut officiel du blason reste à déterminer.                                            |

| Blason de Noisy-le-Roi | Blason  | Parti, au premier d'or aux deux masses d'armes de sable posées en sautoir et liées de gueules, au deuxième de gueules aux deux clés d'argent posées en sautoir. |
| Blason de Noisy-le-Roi | Détails | Le statut officiel du blason reste à déterminer. |

Pas d'information pour les communes suivantes : Neauphlette
- Haut – A
- B
- C
- D
- E
- F
- G
- H
- I
- J
- K
- L
- M
- N
- O
- P
- Q
- R
- S
- T
- U
- V
- W
- X
- Y
- Z

## O
| Blason de Orgerus | Blason  | Tranché: au 1er de gueules au bouquet d'orge d'or lié de sable, au 2e d'argent au bouquet de bleuets et coquelicots au naturel, liés de gueules, à la bande d'azur brochant sur la partition, chargée de trois fleurs de lis d'or posées à plomb. |
| Blason de Orgerus | Détails | Le statut officiel du blason reste à déterminer. |

| Blason de Orgeval | Blason  | D'or à l'aigle au vol abaissé d'azur.            |
| Blason de Orgeval | Détails | Le statut officiel du blason reste à déterminer. |

| Blason de Orphin | Blason  | Tranché abaissé à dextre et haussé à senestre: au 1er d’argent au village au naturel, au 2e d’or à l’oiseau en vol d’argent empiétant un épi de blé d’or et entouré de cinq vols d’oiseaux d’argent; à la rivière ondée en bande d’azur brochant sur la partition. |
| Blason de Orphin | Détails | * Il y a là non-respect de la règle de contrariété des couleurs : ces armes sont fautives (argent sur or). Le statut officiel du blason reste à déterminer. |

| Blason de Orsonville | Blason  | Parti: au 1er d'or à la couleuvre ondoyante en pal d'azur languée de gueules, au 2e d'argent à la volute de crosse de gueules; le tout sommé d'un chef d'azur chargé d'une fleur de lis d'or accostée de deux épis de blé du même. |
| Blason de Orsonville | Détails | Créé par JF Binon.Adopté le 29 juillet 2015. |

| Blason de Osmoy | Blason  | De gueules à la vierge d'argent tenant l'enfant Jésus du même. |
| Blason de Osmoy | Détails | Le statut officiel du blason reste à déterminer.               |

Pas d'information pour les communes suivantes : Oinville-sur-Montcient, Orcemont, Orvilliers
- Haut – A
- B
- C
- D
- E
- F
- G
- H
- I
- J
- K
- L
- M
- N
- O
- P
- Q
- R
- S
- T
- U
- V
- W
- X
- Y
- Z

## P
| Blason de Paray-Douaville | Blason  | Coupé: au 1er parti au I de gueules au daim bondissant de sable et au II d'azur au coq hardi contourné de sable, au 2e de sinople à l'arbre de sable.                            |
| Blason de Paray-Douaville | Détails | * Il y a là non-respect de la règle de contrariété des couleurs : ces armes sont fautives (sable sur azur, gueules et sinople). Le statut officiel du blason reste à déterminer. |

| Blason de Le Pecq | Blason  | D’argent à l’orme de sinople issant de cinq flammes ondoyantes de gueules mouvant de la pointe, au chef d’azur chargé d’une barque d’or contournée à la voile d’argent. Devise'Alpicum in Pago (i.e. Alpicum in Pago Pinsciacensis), en référence au Pincerais |
| Blason de Le Pecq | Détails | Le statut officiel du blason reste à déterminer. |

| Blason de Le Perray-en-Yvelines | Blason  | Tiercé en pairle: au 1er de gueules au rencontre de cerf d'or, au 2e d'or à l'enclume de sable, brochant sur un marteau du même, emmanché de gueules et posé en pal, au 3e d'argent à trois flèches de sable posées en faisceau et chargées d'un arc de gueules posé en fasce. Devise'E via orta, c'est le droit chemin |
| Blason de Le Perray-en-Yvelines | Détails | Le statut officiel du blason reste à déterminer. |

| Blason de Plaisir | Blason  | D'azur aux deux lions affrontés d'argent supportant en chef une fleur de lys d'or. |
| Blason de Plaisir | Détails | Le statut officiel du blason reste à déterminer.                                   |

| Blason de Poigny-la-Forêt | Blason  | Parti: au 1er coupé au I d'argent à deux clés renversées d'or, passées en sautoir, les pannetons affrontés, au II d'azur à l'arbre au naturel, au 2e mi-parti de sable au sautoir d'argent; au sanglier d'or brochant en abîme sur le tout. DeviseUsque ad finem (jusqu'au bout). |
| Blason de Poigny-la-Forêt | Détails | * Il y a là non-respect de la règle de contrariété des couleurs : ces armes sont fautives (or sur argent). Le statut officiel du blason reste à déterminer. |

| Blason de Poissy | Blason  | D'azur au poisson nageant d'argent, accompagné de deux fleurs de lys d'or, l'une en chef et l'autre en pointe, et adextré d'une autre fleur de lys du même mouvant du flanc. |
| Blason de Poissy | Détails | Armes parlantes. (Poissy/poisson) Le statut officiel du blason reste à déterminer.                                                                                           |

| Blason de Ponthevrard | Blason  | De gueules au coq d'argent, crêté, barbé et membré d'or, portant sur son poitrail un écusson d'azur à la fleur de lis d'or, brochant. |
| Blason de Ponthevrard | Détails | Le statut officiel du blason reste à déterminer.                                                                                      |

| Blason de Porcheville | Blason  | De gueules à la croix latine aux bras pattés accompagnée de deux éclairs affrontés posés en chausse, le tout d'argent, et accompagnée de deux glands tigés de sinople en champagne. |
| Blason de Porcheville | Détails | * Il y a là non-respect de la règle de contrariété des couleurs : ces armes sont fautives (sinople sur gueules). Le statut officiel du blason reste à déterminer.                   |

| Blason de Le Port-Marly | Blason  | Parti: au 1er mi parti d'or à la croix de gueules cantonnée de quatre alérions d'azur, au 2e d'azur à la nef équipée d'or voguant sur des ondes du même mouvant de la pointe. |
| Blason de Le Port-Marly | Détails | Le statut officiel du blason reste à déterminer. |

Pas d'information pour les communes suivantes :  Perdreauville, Port-Villez, Prunay-en-Yvelines, Prunay-le-Temple
- Haut – A
- B
- C
- D
- E
- F
- G
- H
- I
- J
- K
- L
- M
- N
- O
- P
- Q
- R
- S
- T
- U
- V
- W
- X
- Y
- Z

## Q
| Blason de La Queue-lez-Yvelines | Blason  | D'argent semé de feuilles de chêne de sinople, à la bande d'or chargée d'ondes alésées d'azur, deux en chef, quatre en cœur et deux en pointe, au jonc de sable feuillé de sinople, posé à plomb et brochant sur les ondes en cœur, ladite bande accompagnée en chef d'un moulin à vent d'argent et en pointe d'une diligence du même. |
| Blason de La Queue-lez-Yvelines | Détails | Le statut officiel du blason reste à déterminer. |

- Haut – A
- B
- C
- D
- E
- F
- G
- H
- I
- J
- K
- L
- M
- N
- O
- P
- Q
- R
- S
- T
- U
- V
- W
- X
- Y
- Z

## R
| Blason de Raizeux | Blason  | De sinople au chevron cousu d'azur, accompagné en chef à dextre d'une tête de cerf contournée au naturel, à senestre d'une onde alésée d'azur et en pointe d'un épi de blé d'or. |
| Blason de Raizeux | Détails | * Il y a là non-respect de la règle de contrariété des couleurs : ces armes sont fautives (azur sur sinople). Le statut officiel du blason reste à déterminer.                   |

| Blason de Rambouillet | Blason  | Parti: au 1er mi-parti de sable au sautoir d'argent, au 2e tiercé en fasce au I d'or au cerf contourné au naturel, au II de gueules au mouton au naturel, au III d'argent au chêne de sinople; sur le tout, d'azur à trois fleurs de lis d'or brisé en cœur d'un bâton péri en barre de gueules. DeviseSemper erecta (Toujours haute). |
| Blason de Rambouillet | Détails | Le statut officiel du blason reste à déterminer. |

| Blason de Rennemoulin | Blason  | D'azur à la fasce ondée d'argent, à la roue de moulin d'or mouvant de la fasce, accompagnée en pointe d'une rainette du même nageant en fasce. |
| Blason de Rennemoulin | Détails | Armes parlantes. Le statut officiel du blason reste à déterminer.                                                                              |

| Blason de Richebourg | Blason  | De gueules à trois chevrons d'or.                   |
| Blason de Richebourg | Détails | Le statut officiel du blason reste à déterminer.    |
| Blason de Richebourg | Alias   | De gueules à trois chevrons d'or, le premier écimé. |

| Blason de Rochefort-en-Yvelines | Blason  | Coupé : au 1er d'or à la croix de gueules cantonnée de quatre alérions d'azur, au 2e de gueules à neuf macles d'or; au château d'argent brochant en abîme sur le tout. |
| Blason de Rochefort-en-Yvelines | Détails | Le statut officiel du blason reste à déterminer. |

| Blason de Rocquencourt | Blason  | D'azur aux trois fleurs de lys d'or, au chef du même chargé d'un roc de gueules mouvant du trait du chef. |
| Blason de Rocquencourt | Détails | Armes parlantes. Le statut officiel du blason reste à déterminer.                                         |

| Blason de Rolleboise | Blason  | D'or à la bande d'azur chargée de trois annelets d'argent.                          |
| Blason de Rolleboise | Détails | Armes de la famille de Rolleboise. Le statut officiel du blason reste à déterminer. |

| Blason de Rosay | Blason  | D'or à la fasce d'azur chargée d'un croissant du champ, accompagnée de trois roses de gueules pointées de sinople. |
| Blason de Rosay | Détails | Armes parlantes. Le statut officiel du blason reste à déterminer.                                                  |

| Blason de Rosny-sur-Seine | Blason  | D'azur à cinq cotices d'or. |
| Blason de Rosny-sur-Seine | Détails | Utilisé par la commune.     |

- Haut – A
- B
- C
- D
- E
- F
- G
- H
- I
- J
- K
- L
- M
- N
- O
- P
- Q
- R
- S
- T
- U
- V
- W
- X
- Y
- Z

## S
| Blason de Saint-Arnoult-en-Yvelines | Blason  | De gueules aux six besants d'or.                 |
| Blason de Saint-Arnoult-en-Yvelines | Détails | Le statut officiel du blason reste à déterminer. |

| Blason de Saint-Cyr-l'École | Blason  | D'argent à la croix haussée d'azur semée de fleurs de lys d'or, fleurdelysée et sommée d'une couronne royale du même, accostée en pointe de deux shakos de Saint-Cyrien affrontés au naturel. |
| Blason de Saint-Cyr-l'École | Détails | Armes parlantes. Le statut officiel du blason reste à déterminer. |

| Blason de Saint-Forget | Blason  | D'azur, à un rencontre de cerf crucifère d'or, au chef aussi d'azur chargé de trois tours d'or ouvertes de sable. |
| Blason de Saint-Forget | Détails | Le statut officiel du blason reste à déterminer.                                                                  |

| Blason de Saint-Germain-de-la-Grange | Blason  | Tranché au premier d'azur à trois colombes d'argent, au second de gueules à un chien passant d'or, une bande du même chargée de cinq coquilles de sable brochant sur la ligne de partition. |
| Blason de Saint-Germain-de-la-Grange | Détails | Le statut officiel du blason reste à déterminer. |

| Blason de Saint-Germain-en-Laye | Blason  | D'azur au berceau semé de fleurs de lys d'or, accompagné en chef d'une fleur de lys du même et en pointe de cette date : 5 7bre 1638, aussi d'or. |
| Blason de Saint-Germain-en-Laye | Détails | Ces armoiries font allusion à la naissance de Louis XIV dans cette ville. Le statut officiel du blason reste à déterminer. |
| Blason de Saint-Germain-en-Laye | Alias   | Parti de France moderne et de Navarre; enté en pointe d'argent à la lettre capitale L d'or. - France moderne: D'azur à trois fleurs de lis d'or ; - Navarre: De gueules aux chaînes d'or posées en pal, en fasce, en sautoir et en orle, chargée au cœur d'une émeraude au naturel. |

| Blason de Saint-Hilarion | Blason  | D'azur au lion à la queue léopardée d'argent, lampassé et allumé de gueules, accosté de cinq billettes en chevron renversé, accompagné de trois annelets rangés en chef et de deux fusées en pointe, le tout d'or. |
| Blason de Saint-Hilarion | Détails | Le statut officiel du blason reste à déterminer. |

| Blason de Saint-Léger-en-Yvelines | Blason  | De gueules au chêne d'argent, au chef cousu de France moderne.                                                                                                 |
| Blason de Saint-Léger-en-Yvelines | Détails | * Il y a là non-respect de la règle de contrariété des couleurs : ces armes sont fautives (azur sur gueules). Le statut officiel du blason reste à déterminer. |

| Blason de Saint-Martin-de-Bréthencourt | Blason  | D'azur au lion à la queue fourchée d'argent surmontée d'un lambel de quatre pendants du même. |
| Blason de Saint-Martin-de-Bréthencourt | Détails | Le statut officiel du blason reste à déterminer.                                              |

| Blason de Saint-Martin-la-Garenne | Blason  | D'or à dix billettes couchées de gueules ordonnées 3, 2, 3 et 2. |
| Blason de Saint-Martin-la-Garenne | Détails | Le statut officiel du blason reste à déterminer.                 |

| Blason de Saint-Nom-la-Bretèche | Blason  | D'or à la fasce bretessée de sable, accompagnée de trois quintefeuilles de sinople rangé en chef et en pointe d'un lion à la queue fourchée de gueules. |
| Blason de Saint-Nom-la-Bretèche | Détails | Le statut officiel du blason reste à déterminer. |

| Blason de Saint-Rémy-lès-Chevreuse | Blason  | D'azur à trois crosses d'or, celle du milieu surmontée d'une coquille d'argent. |
| Blason de Saint-Rémy-lès-Chevreuse | Détails | Le statut officiel du blason reste à déterminer.                                |

| Blason de Saint-Rémy-l'Honoré | Blason  | Écartelé: au 1er d'or au lion de gueules, au 2e de sinoples à trois épis de blé d'or rangés en fasce, au 3e de sinople à trois feuilles de chêne d'or rangées en fasce, au 4e d'or à la roue de moulin de gueules; à la fasce d'azur chargée de trois croisettes d'or brochant sur la partition. |
| Blason de Saint-Rémy-l'Honoré | Détails | Le statut officiel du blason reste à déterminer. |
| Blason de Saint-Rémy-l'Honoré | Alias   | D'azur, à la fasce d'argent accompagnée de trois croisettes d'or. |

| Blason à dessiner | Blason  | De gueules à deux chevrons d'or; au chef ondé d'azur soutenu d'une rivière d'argent et chargé du château du lieu d'argent adextré d'un bouquet de trois épis de blé tigés et feuillés d'or et senestré de la statue ornant la fontaine du lieu d'argent, représentant une femme agenouillée et un homme debout derrière elle, la main senestre sur l'épaule de la dame. |
| Blason à dessiner | Détails | Le statut officiel du blason reste à déterminer. |

| Blason de Sartrouville | Blason  | D'azur au sautoir formé d'une crosse d'argent à la volute d'or et d'une épée d'argent à la garde d'or en chef, à la bêche renversée d'argent au manche d'or posée en pal brochant sur le tout. |
| Blason de Sartrouville | Détails | Le statut officiel du blason reste à déterminer. |

| Blason de Saulx-Marchais | Blason  | Tiercé en pairle renversé : au 1er d'or à la grappe de raisin de pourpre feuillée de sinople, au 2e d'argent au chêne de sinople, au 3e d'azur à l'aqueduc alésé de trois arches d'argent soutenu de deux filets alésés et ondés en fasce du même ; sur le tout, de gueules au lion d'argent. |
| Blason de Saulx-Marchais | Détails | Adopté par la municipalité en 2016. |

| Blason de Septeuil | Blason  | De gueules au pairle d'hermine, au chef d'azur chargé de trois fleurs de lys d'or.                                                                             |
| Blason de Septeuil | Détails | * Il y a là non-respect de la règle de contrariété des couleurs : ces armes sont fautives (azur sur gueules). Le statut officiel du blason reste à déterminer. |

| Blason de Soindres | Blason  | Écartelé, au premier de gueules au lion léopardé d'argent, au second vairé contre-vairé d'or et d'azur, au troisième d'or à la barre d'azur, au quatrième de gueules à la tour d'argent ajourée et maçonnée de sable. |
| Blason de Soindres | Détails | Le statut officiel du blason reste à déterminer. |

| Blason de Sonchamp | Blason  | Tranché de vair et d'argent, à une bande de sinople semée de mouchetures d'hermine d'or brochant sur la partition. |
| Blason de Sonchamp | Détails | Le statut officiel du blason reste à déterminer.                                                                   |

Pas d'information pour les communes suivantes : Sailly (Yvelines), Saint-Illiers-la-Ville, Saint-Illiers-le-Bois, Saint-Lambert (Yvelines), Saint-Martin-des-Champs (Yvelines), Senlisse
- Haut – A
- B
- C
- D
- E
- F
- G
- H
- I
- J
- K
- L
- M
- N
- O
- P
- Q
- R
- S
- T
- U
- V
- W
- X
- Y
- Z

## T
| Blason de Tacoignières | Blason  | De gueules au chevron d'or, accompagné de trois roses d'argent, au chef d'azur à la croix d'or, cantonnée de quatre fleurs de lys du même.                     |
| Blason de Tacoignières | Détails | * Il y a là non-respect de la règle de contrariété des couleurs : ces armes sont fautives (azur sur gueules). Le statut officiel du blason reste à déterminer. |

| Blason de Le Tartre-Gaudran | Blason  | De gueules au sabot d'argent voguant sur une mer fascée ondée d'azur et d'argent de six pièces, au chef d'azur chargé de trois fleur de lys d'or, ledit sabot mâté et voilé d'argent brochant sur le chef. |
| Blason de Le Tartre-Gaudran | Détails | * Il y a là non-respect de la règle de contrariété des couleurs : ces armes sont fautives (azur sur gueules). Le statut officiel du blason reste à déterminer.                                             |

| Blason de Thiverval-Grignon | Blason  | Parti d'azur à trois trèfles d'or et d'or à trois corneilles de sable becquées et membrées de gueules, au chef de sinople à la croix alésée accompagnée en pointe d'une plume, le tout d'argent. |
| Blason de Thiverval-Grignon | Détails | Le statut officiel du blason reste à déterminer. |

| Blason de Thoiry | Blason  | D'azur au chevron d'or accompagné à dextre d'une gerbe de blé du même ligaturée de gueules, à senestre d'un besant de sable chargé d'une tête de Maure d'argent et en pointe d'un château du même. |
| Blason de Thoiry | Détails | * Il y a là non-respect de la règle de contrariété des couleurs : ces armes sont fautives (sable sur azur ). Le statut officiel du blason reste à déterminer.                                      |

| Blason de Toussus-le-Noble | Blason  | D'azur à la bande d'or chargée de trois socs de charrue de sable, accompagnée en chef d'une croix fleurdelisée, couronnée et damasquinée de fleurs de lis d'or et en pointe d'un demi-vol d'argent. |
| Blason de Toussus-le-Noble | Détails | Le statut officiel du blason reste à déterminer. |

| Blason de Trappes | Blason  | D'azur au chef-pal parti de sinople et de gueules, bordé d'or et chargé de six annelets du même, accosté à dextre d'un clou de la Passion d'argent accompagné de trois fleurs de lys d'or et à senestre d'un semé de fleurs de lys du même. |
| Blason de Trappes | Détails | Le statut officiel du blason reste à déterminer. |

| Blason de Triel-sur-Seine | Blason  | D'azur à un chevron d'or accompagné de trois fleurs de lys aussi d'or, soutenu d'ondes d'argent mouvant de la pointe, au chef cousu de gueules chargé d'une mitre d'argent accostée de deux grappes de raisin tigées et feuillées d'or. |
| Blason de Triel-sur-Seine | Détails | * Il y a là non-respect de la règle de contrariété des couleurs : ces armes sont fautives (azur sur gueules). Le statut officiel du blason reste à déterminer.                                                                          |

Pas d'information pour les communes suivantes : Le Tertre-Saint-Denis, Tessancourt-sur-Aubette, Tilly (Yvelines) , Le Tremblay-sur-Mauldre
- Haut – A
- B
- C
- D
- E
- F
- G
- H
- I
- J
- K
- L
- M
- N
- O
- P
- Q
- R
- S
- T
- U
- V
- W
- X
- Y
- Z

## V
| Blason de Vaux-sur-Seine | Blason  | Divisé en chevron renversé, au premier d'azur aux trois fleurs de lys d'or, au second d'argent au dragon de sable colleté de l'étole de saint Nicaise d'or à dextre, à la grappe de raisin d'or pamprée de trois feuilles de sable à senestre et à la trangle ondée d'azur en pointe, à l'étai renversé de sinople brochant sur la ligne de partition. |
| Blason de Vaux-sur-Seine | Détails | Le statut officiel du blason reste à déterminer. |

| Blason de Vélizy-Villacoublay | Blason  | D'azur à deux vols d'argent en forme de V posés l'un au-dessus de l'autre, accompagnés en chef d'une étoile et en pointe de deux quintefeuilles et entre chacun des vols, de deux épis de blé tigés et feuillés posés l'un en bande, l'autre en barre, le tout d'or. |
| Blason de Vélizy-Villacoublay | Détails | Le statut officiel du blason reste à déterminer. |

| Blason de Verneuil-sur-Seine | Blason  | D'or au chevron de gueules accompagné de trois grappes de raisin d'azur tigées au naturel. |
| Blason de Verneuil-sur-Seine | Détails | Le statut officiel du blason reste à déterminer.                                           |

| Blason de Vernouillet | Blason  | D'azur à un chevron accompagné de deux molettes en chef et d'un renard en pointe, tous d'or. |
| Blason de Vernouillet | Détails | Le statut officiel du blason reste à déterminer.                                             |

| Blason de La Verrière | Blason  | Écartelé d'azur et de gueules, au premier à trois fleurs de lis d'or, au second à un drapeau écartelé d'argent et de sable à la hampe d'or, au troisième à une coquille d'or, au quatrième à un chevron d'or accompagné en chef de deux étoiles du même et en pointe d'un mouton d'argent. |
| Blason de La Verrière | Détails | Le statut officiel du blason reste à déterminer. |

| Blason de Versailles | Blason  | D'azur aux trois fleurs de lys d'or, au chef d'argent chargé d'un coq bicéphale issant au naturel. |
| Blason de Versailles | Détails | Le statut officiel du blason reste à déterminer.                                                   |

| Blason de Vert | Blason  | Parti: au 1er d'azur semé de fleurs de lis d'or, au comble d'argent chargé de l'inscription « ILE DE » et « FRANCE » de sable sur deux rangs et à la champagne fascée d'azur et d'or de huit pièces sommée d'une burelle d'argent, au 2e d'argent au coq contourné au naturel, au comble de sinople chargé de l'inscription « VERT » de sable et à la champagne de sinople sommée d'une burelle cousue d'azur. |
| Blason de Vert | Détails | * Ces armes emploient le terme « cousu » dans le seul but de contrevenir à la règle de contrariété des couleurs : elles sont fautives : sable sur sinople. Le statut officiel du blason reste à déterminer. |

| Blason de Le Vésinet | Blason  | De gueules au cor de chasse d'or, contourné et virolé d'argent, au chef cousu d'azur, chargé d'une marguerite d'argent, boutonnée d'or, tigée et feuillée de sinople, accostée de deux feuilles de chêne d'or en bande et en barre. |
| Blason de Le Vésinet | Détails | * Il y a là non-respect de la règle de contrariété des couleurs : ces armes sont fautives (azur sur gueules). Le statut officiel du blason reste à déterminer.                                                                      |

| Blason de Vieille-Église-en-Yvelines | Blason  | D'azur à la fasce d'argent, accompagnée de trois roses d'or, au chef d'azur chargé d'un clou d'argent accosté de deux fleurs de lis d'or Autre version: d'azur à la fasce d'argent accompagnée en chef d'un clou de même accosté de deux fleurs de lis d'or et en pointe de trois roses aussi d'or. |
| Blason de Vieille-Église-en-Yvelines | Détails | Le statut officiel du blason reste à déterminer. |
| Blason de Vieille-Église-en-Yvelines | Alias   | Blasonnement inconnu |

| Blason de Villennes-sur-Seine | Blason  | D'azur à la croix engrêlée d'argent cantonnée de quatre croissants d'or. |
| Blason de Villennes-sur-Seine | Détails | Le statut officiel du blason reste à déterminer.                         |

| Blason de Villepreux | Blason  | Écartelé, au premier et au quatrième de gueules à trois besants d’argent, aux deuxième et troisième d’or à deux masses d’armes de sable posées en sautoir, liées de gueules. |
| Blason de Villepreux | Détails | Le statut officiel du blason reste à déterminer. |

| Blason de Villette | Blason  | D'azur à deux burèles d'argent surmontées de trois besants d'or rangés en chef. |
| Blason de Villette | Détails | Le statut officiel du blason reste à déterminer.                                |

| Blason de Villiers-Saint-Frédéric | Blason  | Parti, au premier d'or aux trois abeilles de sable, au second d'azur semé de billettes d'or aux deux goujons adossés du même brochant sur le tout, le tout sommé d'un chef d'azur semé de quartefeuilles d'or. |
| Blason de Villiers-Saint-Frédéric | Détails | Le statut officiel du blason reste à déterminer. |

| Blason de Viroflay | Blason  | Parti, au premier d'azur à trois lézards d'argent posés en pal rangés en fasce, au chef de gueules chargé de trois étoiles d'or, au deuxième de gueules au chêne arraché d'or, au chef d'azur chargé d'une fleur de lys d'or. Devise'Lux mea lex, la lumière est ma loi |
| Blason de Viroflay | Détails | * Il y a là non-respect de la règle de contrariété des couleurs : ces armes sont fautives (azur et gueules). Le statut officiel du blason reste à déterminer. |

| Blason de Voisins-le-Bretonneux | Blason  | D'azur à la croix d'argent cantonnée de quatre croissants d'or. |
| Blason de Voisins-le-Bretonneux | Détails | Le statut officiel du blason reste à déterminer.                |

Pas d'information pour les communes suivantes : Vicq (Yvelines), La Villeneuve-en-Chevrie, Villiers-le-Mahieu
- Haut – A
- B
- C
- D
- E
- F
- G
- H
- I
- J
- K
- L
- M
- N
- O
- P
- Q
- R
- S
- T
- U
- V
- W
- X
- Y
- Z